# Geoffroy Couteau
Pour les articles homonymes, voir Couteau (homonymie).
Geoffroy Couteau, né en 1979 à Dreux est un pianiste classique français, spécialiste du répertoire de Johannes Brahms.

## Biographie
Il commence à étudier le piano à seize ans. Quatre ans plus tard, en 1999, il intègre le Conservatoire de Paris dans la classe de Michel Béroff. Il étudie aussi la musique de chambre avec Christian Ivaldi. Plus tard, il participe à de nombreuses master classes avec Dmitri Bashkirov, Leon Fleisher, Christoph Eschenbach.
En 2005, il est le lauréat du concours international Brahms de Pörtschach en Autriche.
En 2015, il décide de graver l'œuvre pour piano seul de Brahms. Cet amour pour ce compositeur est selon lui « inexplicable ». Il dit de lui : « dans la musique de Brahms, ce qu'il y a de magique, c'est sa faculté à rendre intelligible le pur sensible ».

## Discographie
- Johannes Brahms, Quatuors pour piano et cordes n° 1 à 3, avec le Quatuor Hermès, La Dolce Volta, 2020 (ASIN B08DC1P2S6).